# Uniestowo
Uniestowo (niem. Nestau) – osada w północno-zachodniej Polsce, położona w województwie zachodniopomorskim, w powiecie gryfickim, w gminie Brojce, należąca do sołectwa Dargosław.
Według danych z 5 czerwca 2009 r. osada miała 60 mieszkańców.
Uniestowo znajduje się w odległości ok. 2,5 km na północ od Dargosławia i ok. 10 km na północ od Brojc.
Miejscowość została założona jako folwark majątku Dargosław w 1840 r. przez Friedricha Wilhelma Neste. W 1910 r. Uniestowo liczyło 77 mieszkańców. Wchodziła w skład Niemiec do 1945 r. jako część gminy (Gemeinde – odpowiednik polskiego sołectwa) Dargosław. W 1945 r. wieś wykorzystywano jako zaplecze aprowizacyjne dla oddziałów polskich i radzieckich. Od 1945 r. w granicach Polski, w latach 1946–1998  miejscowość administracyjnie należała do województwa szczecińskiego.
We wsi znajduje się zabytkowy zespół dworski, który obejmuje dwór z lat 1840–1841, przebudowany w latach 20. XX wieku oraz park z XIX wieku
W Uniestowie znajdował się zlikwidowany dziś przystanek Gryfickiej Kolei Wąskotorowej. W granicach sołectwa Uniestowo znajduje się utworzony w 2010 rezerwat przyrody Mszar koło Siemidarżna.